# SAPO Mail
SAPO Mail — бесплатный сервис электронной почты. Принадлежит компании Portugal Telecom, SGPS, S.A. (PT), которая является крупнейшим провайдером телекоммуникационных услуг в Португалии.

## История
Бесплатный почтовый сервис SAPO Mail был создан в 1998 году, когда португальский поисковый портал SAPO, созданный сотрудниками Centro de Informatica da Universidade de Aveiro в 1995 году, был приобретён компанией Saber & Lazer — Informatica e Comunicacao S.A. Почтовый сервис унаследовал название портала — S.A.P.O (Servidor de Apontadores Portugueses). Эмблемой сервиса была выбрана зелёная лягушка, внешний вид которой менялся с течением времени её внешний вид.
В сентябре 1999 года компания PT Multimedia выкупила 74,9 % у Saber e Lazer. Контрольный пакет акций принадлежит компании Portugal Telecom, SGPS, S.A. (PT). Предлагает пять доменов регистрации: Португалия, Ангола, Кабо-Верде, Мозамбик и Восточный Тимор. В 2015 году почтовая служба Sapo Mail обслуживала 5 млн зарегистрированных пользователей, а месячный трафик исходящей почты составлял более 50 млн писем. По данным Alexa Traffic Ranks в 2016 году портал SAPO занимал пятое место в рейтинге популярности сайтов в Португалии (в мире — 1089-е место). Он активно используется в странах с португалоязычным населением: в Бразилии (246 место Alexa Traffic Ranks), Анголе, Кабо-Верде, Мозамбике и Восточном Тиморе.

## Основные характеристики
Аккаунт электронной почты SAPO Mail включает адресную книгу, органайзер, чат. Дополнительные функциональные возможности:
- Полноценный список контактов. Для каждого собеседника могут заданы данные, включающие подробную информацию о нём.
- Автозаполнение — подстановка адресов из списка, который отображается при наборе текста в строке «Кому» по имени пользователя или его электронному адресу, набранному даже частично.
- Автосохранение. При редактировании выполняется автоматическое сохранение черновика письма, для предотвращения потери данных в случае выключения питания или других сбоев.
- Возможность электронной подписи и автоответа. Создание новых папок и подпапок в электронной почте.
- Антивирус и защита от спама.
- Предоставляет доступ к почтовым ящикам через веб-интерфейс, поддерживает протоколы POP3, SMTP.
- Доступ к почте с мобильных устройств[8].
- «Перетаскивание» папок и электронных писем.
- Инструменты для работы с письмами в веб-интерфейсе. Например, просмотр файлов .jpg, .png и т. д.
- Возможность смены темы (ограничивается только выбором цвета веб-интерфейса).
- Установка приоритета письма (высокий, средний, низкий).
- Для браузера Google Chrome существует расширение «SAPO Mail» (на португальском языке).

## Техническая характеристика
| Параметры                               | SAPO Mail                                                                                |
| --------------------------------------- | ---------------------------------------------------------------------------------------- |
| Язык интерфейса                         | Португальский, тетум                                                                     |
| Создание сообщения в HTML               | Возможно, задано как основное                                                            |
| Цена регистрации и пользования услугами | Бесплатно                                                                                |
| Файловое хранилище                      | 16 Гб                                                                                    |
| Размер файла во вложении                | 15 Mб с помощью веб-интерфейса, 20 Mб с помощью SMTP (например, Microsoft Outlook)       |
| POP/SMTP                                | Да                                                                                       |
| Использование иных доменных имён        | Есть: sapo.pt, sapo.cv, sapo.ao, sapo.mz, sapo.tl                                        |
| Поддержка мобильных устройств           | Да                                                                                       |
| Техническая поддержка                   | Да, круглосуточная                                                                       |
| Другие возможности                      | Создание новых папок, автосохранение черновика, адресная книга, уведомление о прочтении… |

## SAPO Mail Kids
SAPO Mail автоматически создаёт детский аккаунт для пользователей младше 14 лет (на основе обязательной информации при регистрации о возрасте) — SAPO Mail Kids. SAPO Mail Kids является дополнением программы SAPO Kids, осуществляемой Portugal Telecom для детей в возрасте старше 6 лет. Родители имеют возможность самостоятельного входа в такой аккаунт под собственным электронным почтовым адресом и логином и создания для ребёнка белого списка тех почтовых адресов, с которыми может в дальнейшем работать подросток. Все остальные адреса (для отправки и получения электронной почты) будут автоматически блокироваться. В детской версии аккаунта отсутствуют органайзер и чат. Интерфейс в детском аккаунте ничем не отличается от обычного, но отсутствует коммерческая реклама. В настоящее время самый известный и наиболее функциональный сервис электронной почты для детей.

## Награды и оценки
- 10 из 10 баллов на сайте http://jagoo.us Архивная копия от 26 марта 2018 на Wayback Machine.[15]
- Оценки SAPO Mail на сайте cancanit.com Архивная копия от 31 декабря 2021 на Wayback Machine: Popularity — 5 из 5 баллов[16], Authority — 2 из 5 баллов[17], Usability — 5 из 5 баллов[18][19].